# Topologia de rede

Diversas Topologias de Rede / Ti.

Topologia de rede é o canal no qual o meio de rede está conectado aos computadores e outros componentes de uma rede de computadores. Essencialmente, é a estrutura topológica da rede, e pode ser descrito física ou logicamente. Há várias formas nas quais se podem organizar a interligação entre cada um dos nós (computadores) da rede. Existem duas categorias básicas de topologias de rede:
- Topologia física
- Topologia lógica

A topologia física é a verdadeira aparência ou layout da rede, enquanto que a lógica descreve o fluxo dos dados através da rede. A topologia física representa como as redes estão conectadas (layout físico) e o meio de conexão dos dispositivos de redes (nós ou nodos). A forma com que os cabos são conectados, e que genericamente chamamos de topologia da rede (física), influencia em diversos pontos considerados críticos, como a flexibilidade, velocidade e segurança.
A topologia lógica refere-se à maneira como os sinais agem sobre os meios de rede, ou a maneira como os dados são transmitidos através da rede a partir de um dispositivo para o outro sem ter em conta a interligação física dos dispositivos. Topologias lógicas são frequentemente associadas à Media Access Control, métodos e protocolos. Topologias lógicas são capazes de serem reconfiguradas dinamicamente por tipos especiais de equipamentos como roteadores e switches.
Ao mapear graficamente esses links, temos como resultado algumas formas geométricas que podem ser usadas para descrever diferentes topologias. Existem prós e contras para cada uma delas, uma vez que diferem na maneira como os dispositivos podem (ou não) se interconectar.

## Topologia
A topologia da rede pode ser estudada por meio de oito topologias básicas:

### Ponto a ponto
Peer-to-peer (do inglês par-a-par ou simplesmente ponto-a-ponto, com sigla P2P) é uma arquitetura de redes de computadores onde cada um dos pontos ou nós da rede funciona tanto como cliente quanto como servidor, permitindo compartilhamentos de serviços e dados sem a necessidade de um servidor central. As redes P2P podem ser configuradas em casa, em empresas e ainda na Internet. Todos os pontos da rede devem usar programas compatíveis para ligar-se um ao outro. Uma rede peer-to-peer pode ser usada para compartilhar músicas, vídeos, imagens, dados, enfim qualquer coisa com formato digital.

#### Vantagens
Por conta da simplicidade, as redes ponto a ponto são as alternativas mais populares quando se pensa em instalações residenciais, ou em qualquer outra situação em que você precisa estabelecer uma comunicação rápida entre dois dispositivos.

#### Desvantagens
Apesar da simplicidade, esses modelos não são recomendados para operações maiores e mais robustas. Nesse cenário, a infraestrutura deve escolher entre as topologias anteriores ou a uma variação da ponto a ponto, a topologia em malha.

### Barramento

Topologia em barramento.

Todos os computadores são ligados em um mesmo barramento físico de dados. Apesar de os dados não passarem por dentro de cada um dos nós, apenas uma máquina pode “escrever” no barramento num dado momento. Todas as outras “escutam” e recolhem para si os dados destinados a elas. Quando um computador estiver a transmitir um sinal, toda a rede fica ocupada e se outro computador tentar enviar outro sinal ao mesmo tempo, ocorre uma colisão e é preciso reiniciar a transmissão.
Essa topologia, normalmente, utiliza cabos coaxiais Para cada barramento, existe um único cabo que vai de uma ponta a outra. O cabo é seccionado em cada local onde um computador será inserido. Com o seccionamento do cabo formam-se duas pontas e cada uma delas recebe um conector BNC. No computador é colocado um "T" conectado à placa que junta apenas uma ponta. Embora ainda existam algumas instalações de rede que utilizam esse modelo, é uma tecnologia antiga.
Na topologia de barramento, apenas um dos computadores está ligado a um cabo contínuo que é terminado em ambas as extremidades por uma pequena ficha com uma resistência ligada entre a malha e o fio central do cabo (terminadores). A função dos “terminadores” é de adaptarem a linha, isto é, fazerem com que a impedância vista para interior e para o exterior do cabo seja a mesma, senão constata-se que há reflexão do sinal e, consequentemente, perda da comunicação.
Neste tipo de topologia a comunicação é feita por broadcast, isto é, os dados são enviados para o barramento e todos os computadores veem esses dados, no entanto, eles só serão recebidos pelo destinatário.

#### Vantagens
Sem sombra de dúvidas, é uma das estratégias mais económicas e versáteis de todas. O custo de implementação é baixo, assim como a complexidade de organização. Além disso, é uma topologia com manutenção simplificada, permitindo acrescentar novos dispositivos sem grandes planejamentos.

#### Desvantagens
Mas como sempre, a simplicidade cobra seu preço. Por ser uma rede em que o fluxo de dados é unidirecional e, assim como a Anel, é um pouco mais complicado diagnosticar e isolar os problemas na rede. Isso porque todos os dispositivos estão centralizados a um único fluxo.
Além disso, a topologia Barramento sofre com a mesma vulnerabilidade da dependência exclusiva. Enquanto o layout Árvore pode cair com a falha no Hub Central, a Barramento pode ser paralisada caso aconteça uma falha ou dano ao Cabo Central. Para finalizar, o aumento do tráfego interfere diretamente na velocidade da rede.

### Anel
Na topologia em anel, os dispositivos são conectados em série, formando um circuito fechado (anel). Os dados são transmitidos unidirecionalmente de nó em nó até atingir o seu destino. Uma mensagem enviada por uma estação passa por outras estações, através das retransmissões, até ser retirada pela estação destino ou pela estação fonte. Os sinais sofrem menos distorção e atenuação no enlace entre as estações, pois há um repetidor em cada estação. Há um atraso de um ou mais bits em cada estação para processamento de dados. Há uma queda na confiabilidade para um grande número de estações. A cada estação inserida, há um aumento de retardo na rede. É possível usar anéis múltiplos para aumentar a confiabilidade e o desempenho.

#### Vantagens
Um dos grandes benefícios da topologia Anel é que ela é bem eficiente na transmissão de dados sem erros. Isso acontece porque apenas uma estação da rede consegue enviar dados por vez, o que diminui a chance de ocorrer uma colisão entre pacotes.
Em grandes redes, a topologia Anel pode utilizar repetidores de sinal, aumentando a confiabilidade da transmissão e evitando a perda de dados. Além disso, o desempenho da rede não é prejudicado pelo aumento do volume de pessoas usuárias.

#### Desvantagens
Apesar de suas vantagens, a disposição em círculo apresenta uma grande vulnerabilidade: a falha de um dispositivo pode prejudicar a estabilidade de toda a rede. Nesse sentido, mesmo que você monitore a condição dos nodes, uma falha ainda pode acontecer em um deles, derrubando a conexão.
Além disso, a topologia Anel não é tão recomendada para operações em crescimento. Afinal de contas, todos os dispositivos estão conectados e consumindo uma mesma banda. Sendo assim, a cada dispositivo adicionado, a rede aumenta o seu delay, justamente pelo maior número de estações pelo quais os dados precisarão passar.

### Estrela

Topologia em estrela.

A topologia em estrela é caracterizada por um elemento central que "gerencia" o fluxo de dados da rede, estando diretamente conectado (ponto-a-ponto) a cada nó, daí surgiu a designação "Estrela". As informações trafegam na rede de um host para o outro. Toda informação enviada de um nó para outro é enviada primeiro ao dispositivo que fica no centro da estrela, portanto os dados não passam por todos os hosts. O concentrador encarrega-se de encaminhar o sinal especificamente para as estações solicitadas, economizando tempo. Existem também redes estrela com conexão passiva (similar ao barramento), na qual o elemento central nada mais é do que uma peça mecânica que atrela os "braços" entre si, não interferindo no sinal que flui por todos os nós, da mesma forma que o faria em redes com topologia barramento. Mas este tipo de conexão passiva é mais comum em redes ponto-a-ponto lineares, sendo muito pouco utilizado já que os dispositivos concentradores (HUBs, Multiportas, Pontes e outros) não apresentam um custo tão elevado se levarmos em consideração as vantagens que são oferecidas.
As redes em estrela, que são as mais comuns hoje em dia, utilizam cabos de par trançado e uma switch como ponto central da rede. O hub se encarrega de retransmitir todos os dados para todas as estações, mas com a vantagem de tornar mais fácil a localização dos problemas, já que se um dos cabos, uma das portas do hub ou uma das placas de rede estiver com problemas, apenas o PC ligado ao componente defeituoso ficará fora da rede, ao contrário do que ocorre nas redes 10Base2, onde um mau contato em qualquer um dos conectores derruba a rede inteira.

#### Vantagens
Essa é uma das estratégias mais convenientes do ponto de vista do gerenciamento da rede. A conexão independente de cada node ao Hub Central facilita a identificação de problemas. Além disso, a falha isolada de uma máquina não causa perturbação à rede, já que o fluxo de dados é sempre exclusivo entre o Hub Central e seus respectivos nodes.

#### Desvantagens
Assim como a topologia Barramento, o padrão Estrela também sofre com a vulnerabilidade da dependência exclusiva. Nesse caso, basta o Hub Central cair para que toda a rede perca a conexão. A topologia Árvore também sofre com o mesmo problema, mas conta com um diferencial.

### Malha
Na rede mesh ou rede de malha, os dispositivos se conectam diretamente, podendo se comunicar entre si . Devido às suas características, essa topologia faz contraste com outros tipos, como a Estrela, em que nesta toda o fluxo de informação gerado deve passar por um dispositivo central, também chamado de nó. Na rede de malha, os dispositivos possuem vários caminhos dentro da rede para que acessem os demais, conferindo maior resistência a falhas, Por esse motivo também é dito que consiste em uma rede do tipo ad-hoc.
Uma rede de infraestrutura é composta de APs (Access point = Ponto de acesso) e clientes, os quais necessariamente devem utilizar aquele AP para trafegarem em uma rede. Uma rede mesh é composta de vários nós/roteadores, que passam a se comportar como uma única e grande rede, possibilitando que o cliente se conecte em qualquer um destes nós. Os nós têm a função de repetidores e cada nó está conectado a um ou mais dos outros nós.
Esta topologia é muito utilizada em várias configurações, em especial redes sem fio, pois diferentemente das redes sem fio tradicionais, que normalmente possuem um AP central e consequentemente estão suscetíveis a falhas relacionadas ao ponto central, nesta os dispositivos possuem diversos caminhos para se comunicarem. 
Um problema encontrado é em relação às interfaces de rede, já que para cada segmento de rede seria necessário instalar, em uma mesma estação, um número equivalente de placas de rede. Uma vez que cada estação envia sinais para todas as outras com frequência, a largura da banda de rede não é bem aproveitada. O maior problema nesta topologia é devido à existência de processamento adicional causado pela atribuição da função de roteamento aos nós da rede.

#### Vantagens
Confiabilidade e estabilidade. Como todos os dispositivos estão cabeados entre si, a falha individual ou até mesmo coletiva de algumas máquinas não será o suficiente para derrubar a conexão. Além disso, a topologia em Malha permite que os nodes sempre tenham a opção de enviar os pacotes de dados pela rota mais eficiente.

#### Desvantagens
Cabear e conectar todos os dispositivos de uma rede entre si é uma tarefa que exige um nível de planejamento considerável. Ainda que o diagnóstico de erros seja facilitado nesse padrão, a implementação inicial é bastante custosa e complicada.

### Árvore

Topologia em árvore.

A topologia em árvore é essencialmente uma série de barras interconectadas. Geralmente existe uma barra central onde outros ramos menores se conectam. Esta ligação é realizada através de repartidores e as conexões das estações realizadas do mesmo modo que no sistema de barra padrão. Esse tipo de topologia se diferencia do tipo estrela pois permite que estações conectadas à central também se conectem com outras estações. E, diferentemente da topologia em malha, não permite a existência de conexões fechando circuitos, dessa forma, a possibilidade de um pacote percorrer pelo menos três estações, de modo que o computador inicial e o final sejam os mesmos, é inexistente.
Na imagem, percebemos que o elemento central, que é conhecido como raiz, encontra-se na parte inferior e, logo após, encontram-se dois computadores, que representam os ramos. Posteriormente, os computadores chamados de folhas, ficam nas extremidades. Essa sequência também pode ser conhecida como primeiro da árvore, segundo nível da árvore e terceiro nível da árvore.
Cuidados adicionais devem ser tomados nas redes em árvores, pois cada ramificação significa que o sinal deverá se propagar por dois caminhos diferentes. A menos que estes caminhos estejam perfeitamente casados, os sinais terão velocidades de propagação diferentes e refletirão os sinais de diferentes maneiras. Por estes motivos, geralmente as redes em árvore vão trabalhar com taxas de transmissão menores do que as redes em barra comum.
Atualmente não se usa a topologia em árvore, por que caso haja falha, a rede pode ser comprometida.
Usa-se normalmente uma topologia física baseada numa estrutura hierárquica de várias redes e sub-redes. Existem um ou mais concentradores que ligam cada rede local e existe um outro concentrador que interliga todos os outros concentradores. Esta topologia facilita a manutenção do sistema e permite, em caso de avaria, detectar com melhor facilidade o problema.

#### Vantagens
O grande trunfo da topologia Árvore é eliminar a vulnerabilidade da topologia Anel, em que uma falha em qualquer um dos dispositivos da rede poderia colocar tudo abaixo. Além disso, esse padrão facilita a identificação de erros, uma vez que cada branch da rede pode ser diagnosticado individualmente.
Por esse tipo de topologia não permitir a existência de ciclos, não ocorre uma ocupação desnecessária dos recursos de banda, já que a possibilidade de um pacote permanecer em loop na rede é eliminada.
Por fim, a topologia Árvore também oferece um layout muito mais simples e prático para operações em crescimento. O acréscimo de novos dispositivos não causa retardo na conexão, uma vez que os pacotes de dados viajam segmentados a partir do hub central para os secundários e os seus destinos.

#### Desvantagens
A esse ponto, é bem possível que você já tenha identificado o calcanhar de Aquiles na topologia Árvore. Exatamente, o Hub Central! Nesse padrão, toda a rede depende de um único ponto de origem, o nó raiz. Isso significa que, se esse Hub sofrer com uma falha, todos os dispositivos conectados a ele (Hubs Secundários) cairão também, passando a existir dois grupos de computadores isolados que não poderão se comunicar.

### Híbrida

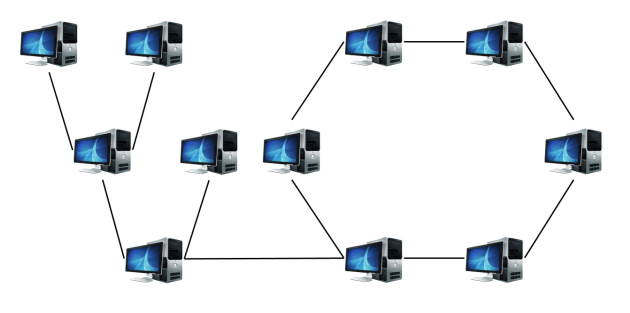
Interconexão entre duas Topologias (Árvore e Anel), formando a topologia Híbrida.

É a topologia mais utilizada em grandes redes. Assim, adequa-se a topologia de rede em função do ambiente, compensando os custos, expansibilidade, flexibilidade e funcionalidade de cada segmento de rede. São as que utilizam mais de uma topologia ao mesmo tempo, podendo existir várias configurações que podemos criar utilizando uma variação de outras topologias. Elas foram desenvolvidas para resolver necessidades específicas.
Muitas vezes acontecem demandas imediatas de conexões e a empresa não dispõe de recursos, naquele momento, para a aquisição de produtos adequados para a montagem da rede. Nestes casos, a administração de redes pode utilizar os equipamentos já disponíveis considerando as vantagens e desvantagens das topologias utilizadas.
Consideremos o caso de um laboratório de testes computacionais onde o número de equipamentos é flutuante e que não admite um layout definido. A aquisição de concentradores ou comutadores pode não ser conveniente, pelo contrário até custosa. Talvez uma topologia em barramento seja uma solução mais adequada para aquele segmento físico de rede.
Numa topologia híbrida, o desenho final da rede resulta da combinação de duas ou mais topologias de rede. A combinação de duas ou mais topologias de rede permite-nos beneficiar das vantagens de cada uma das topologias que integram esta topologia. Embora muito pouco usada em redes locais, uma variante da topologia em malha, a malha híbrida, é usada na Internet e em algumas WANs. A topologia de malha híbrida pode ter múltiplas ligações entre várias localizações, mas isto é feito por uma questão de redundância, além de que não é uma verdadeira malha porque não há ligação entre cada um e todos os nós, somente em alguns por uma questão de backup.
Uma mistura de topologia em anel (ligação central) com em estrela (nas extremidades). Como há uma ligação dupla entre os dois concentradores, a tendência é utilizar apenas uma via para transmissão entre as redes, deixando a outra como reserva. Isso é possível graças à evolução dos equipamentos, que permitem que as redes funcionem mesmo em condições de falhas, tornando mais eficiente a organização, que não precisa parar para que seja feita a manutenção.

#### Vantagens
Sem sombra de dúvidas, esse é o padrão mais flexível e adaptável de todos. A estrutura pode se integrar a redes com topologia Estrela, Árvore e Barramento, evitando o custo necessário para uma reestruturação completa.
Por essa razão, a topologia Híbrida é frequentemente utilizada em grandes empresas, interligando departamentos, setores e escritórios, conforme eles são integrados na operação da empresa.

#### Desvantagens
A complexidade é a principal desvantagem. Apesar de ser uma solução prática para integrar topologias já existentes, a cada nova integração, mais densa se torna a rede, exigindo muita atenção e experiência do especialista responsável pela organização da rede.

### Daisy Chain
Exceto para redes conectadas em estrela, a maneira mais fácil de adicionar mais computadores em uma rede é por encadeamento (Daisy-Chaining), ou seja, ligar cada computador em série com o próximo. Se a mensagem se destina a um computador distante no caminho da linha, cada sistema a retransmite em sequência, até que ela chegue ao seu destino. Uma rede encadeada (Daisy-Chained) pode assumir duas formas básicas: linear e anel.
A topologia linear coloca um link de duas vias entre um computador e outro. No entanto, isso era caro nos primeiros dias da computação, uma vez que cada computador (exceto os que estão em cada extremidade), necessitava de dois receptores e dois transmissores.
A topologia em anel pode ser formada conectando-se os computadores em cada extremidade. Uma das vantagens do anel é que a metade do número de transmissores e receptores pode sair de serviço, já que uma mensagem fará uma volta eventualmente por todo o outro lado. Quando um nó transmite uma mensagem, a mensagem é processada por todos os computadores do anel. Se um computador não é o nó destino, ele vai passar a mensagem para o nó seguinte, até que a mensagem chegue ao seu destino. Se a mensagem não for aceita por nenhum nó da rede, ela vai percorrer todo o anel e retornar ao remetente. Isto potencialmente resulta em uma duplicação do tempo de transmissão para os dados.

## Centralização
A topologia em estrela reduz a probabilidade de uma falha de rede, conectando todos os nós periféricos (computadores, etc) a um nó central. Quando a topologia em estrela física é aplicada a uma rede lógica em Bus, tais como Ethernet , este nó central (tradicionalmente um hub) retransmite todas as transmissões recebidas a partir de qualquer nó periférico para todos os nós periféricos na rede, incluindo por vezes o nó de origem. Todos nós periféricos podem, assim, comunicar-se com todos os outros, transmitindo a, e recebendo, o nó central, apenas. A falha de uma linha de transmissão ligando qualquer nó periférico para o nó central irá resultar no isolamento desse nó periférico de todos os outros, mas os nós periféricos restantes não serão afetados. No entanto, a desvantagem é que a falha do nó central fará com que todos os nós periféricos falhem também.
Se o nó central é passivo, o nó de origem tem de ser capaz de tolerar a recepção de um eco de sua própria transmissão, atraso de duas vias de ida e volta do tempo de transmissão (isto é, a partir do nó central) mais qualquer atraso gerado no nó central. Um ativo de rede em estrela tem um nó ativo central que geralmente tem os meios para evitar problemas relacionados com o eco.
Uma árvore de topologia (topologia hierárquica) pode ser vista como um conjunto de redes em estrela dispostas em uma hierarquia. Esta árvore tem nós periféricos individuais (folhas, por exemplo) que são necessários para transmitir e receber de um outro nó só e não são obrigados a agir como repetidores ou regeneradores. Ao contrário da rede em estrela, a funcionalidade do nó central pode ser distribuído.
Como na rede em estrela convencional, devido a problemas particulares, os nós individuais podem, assim, ainda serem isolados a partir da rede por uma falha de um único ponto de um circuito de transmissão para o nó. Se um elo de uma folha falhar, a folha é isolada, se uma conexão com um nó não-folha falhar, uma seção inteira da rede torna-se isolada do resto.
Para aliviar a quantidade de tráfego de rede que vem transmitindo todos os sinais de todos os nós, nós centrais mais avançados foram desenvolvidos para que sejam capazes de acompanhar as identidades dos nós que estão conectados à rede. Estes switches de rede vão "aprender" o layout da rede "escutando" em cada porta durante a transmissão de dados normal, examinar os pacotes de dados e gravar o endereço / identificador de cada nó conectado e qual porta ele está conectado em uma tabela de pesquisa realizada na memória. Esta tabela de pesquisa, então, permite transmissões futuras para ser encaminhado para o destino pretendido apenas.

## Descentralização
Numa malha de topologia (isto é, uma malha parcialmente conectada topologia), há pelo menos dois nós com dois ou mais caminhos entre eles para fornecer caminhos redundantes a serem utilizados no caso de a ligação proporcionando um dos caminhos de falha. Esta descentralização é frequentemente utilizada com vantagem para compensar a desvantagem de um único ponto de falha, que está presente quando se utiliza um único dispositivo como um nó central (por exemplo, em redes de estrela e árvores). Um tipo especial de malha, limitando o número de saltos entre dois nós, é um hipercubo. O número de grafos arbitrários em redes mesh torna mais difícil de conceber e implementar, mas a sua natureza descentralizada torna muito útil. Isto é semelhante em alguns aspectos a um rede de pontos, em que uma topologia linear ou anel é utilizado para ligar sistemas em múltiplas direcções. Um anel multi-dimensional tem uma topologia toroidal, por exemplo.
Uma rede totalmente conectada, topologia completa ou topologia de malha completa é uma topologia de rede em que há uma ligação direta entre todos os pares de nós. Numa rede totalmente conectada com {\displaystyle n} nós, existem {\displaystyle {\frac {n(n-1)}{2}}} ligações directas. Redes projetadas com esta topologia são geralmente muito caras para configurar, mas proporcionam um alto grau de confiabilidade, devido aos vários caminhos para os dados que são fornecidos pelo grande número de ligações redundantes entre os nós. Esta topologia é visto principalmente em aplicações militares.